# ارباب حلقه‌ها (مجموعه‌فیلم)
ارباب حلقه‌ها (انگلیسی: The Lord of the Rings) یک مجموعه‌ فیلم است که پیتر جکسون کارگردانی‌ آن را بر عهده داشته است. این فیلم‌ها براساس رمان ارباب حلقه‌ها نوشتهٔ جی. آر. آر. تالکین ساخته شده‌اند. مجموعهٔ ارباب حلقه‌ها شاملِ سه فیلم است: ارباب حلقه‌ها: یاران حلقه (۲۰۰۱)، ارباب حلقه‌ها: دو برج (۲۰۰۲) و ارباب حلقه‌ها: بازگشت پادشاه (۲۰۰۳). پخش‌کنندهٔ این فیلم‌ها شرکت نیو لاین سینما و وینگ نات فیلمز است. گروه بازیگران این مجموعه الایجا وود، ایان مک‌کلن، لیو تایلر، ویگو مورتنسن، شان آستین، کیت بلانشت، جان ریس-دیویس، کریستوفر لی، بیلی بوید، دامینیک مانهن، اورلاندو بلوم، هوگو ویوینگ، اندی سرکیس و شان بین هستند.
داستان این مجموعه در دنیای خیالی سرزمین میانی جریان دارد و داستان هابیتی به‌نام فرودو بگینز را روایت می‌کند که همراه با یاران حلقه در تلاش هستند تا حلقه یگانه را به‌ منظور جلوگیری از رسیدن به صاحبش، یعنی ارباب تاریکی سائورون که با آن می‌تواند سرزمین میانی را تصاحب کند، نابود کنند. یاران در نهایت از هم جدا می‌شوند و فرودو با همراه دوست وفادارش سم‌وایز گمجی و گالوم خیانتکار به تلاش خود ادامه می‌دهد. در همین حین، آراگورن وارث تاج‌وتخت گاندور، همراه با لگولاس، گیملی، برومیر، مری، پپین و گندالف جادوگر، متحد می‌شوند تا مردم آزاد سرزمین میانه را از دست نیروهای سائورون نجات دهند و آن‌ها را در جنگ حلقه‌ها جمع کنند تا با منحرف کردن توجه سائورون، به فرودو برای نابودی حلقه در کوه نابودی کمک کنند.
این سه فیلم از ۱۱ اکتبر ۱۹۹۹ تا ۲۲ دسامبر ۲۰۰۰ به‌طور هم‌زمان و به‌ طور کامل در زادگاه جکسون در نیوزیلند فیلم‌برداری شد و مراحل تصویربرداری افزوده از سال ۲۰۰۱ تا ۲۰۰۴ به طول انجامید. این مجموعه با بودجهٔ ۲۸۱ میلیون دلاری ساخته شد و یکی از بزرگ‌ترین و جاه‌طلبانه‌ترین پروژه‌های سینمایی است که تاکنون ساخته شده است. اولین فیلم از این مجموعه در ۱۰ دسامبر ۲۰۰۱ در اودئون میدان لستر لندن به نمایش درآمد. دومین فیلم در ۵ دسامبر ۲۰۰۲ در تئاتر زیگفلد در شهر نیویورک به نمایش درآمد. سومین فیلم در ۱ دسامبر ۲۰۰۳ در تئاتر سفارت در ولینگتون به نمایش درآمد. نسخه‌ای توسعه‌ یافتهٔ هر فیلم یک سال پس از اکران در سینماها به صورت ویدیوی خانگی منتشر شد.
اغلب از ارباب حلقه‌ها به عنوان یکی از برترین و تاثیرگذارترین مجموعه‌ فیلم‌های ساخته‌ شده در تاریخ سینما یاد می‌شود. این مجموعه با موفقیت تجاری چشمگیری همراه بود و ۲٫۹۹۱ میلیارد دلار در سرتاسر جهان فروش داشت؛ این مجموعه یکی از پرفروش‌ترین مجموعه‌فیلم‌های تمام ادوار است. هر فیلم این مجموعه مورد تحسین منتقدان قرار گرفت و از جلوه‌های ویژه نوآورانه، بازیگری، طراحی صحنه، موسیقی و عمق احساسی آن ستایش شد. این مجموعه جوایز و نامزدی‌های بی‌شماری کسب کرد و توانست ۱۷ جایزهٔ اسکار از ۳۰ نامزدی دریافت کند.

## فهرست

### فیلم‌ها
| فیلم          | تاریخ انتشار   | فروش گیشه       | فروش گیشه      | فروش گیشه      | رتبه‌بندی تمام دوران | رتبه‌بندی تمام دوران | رتبه‌بندی تمام دوران | رتبه‌بندی تمام دوران | بودجه      | منا.        |
| فیلم          | تاریخ انتشار   | آمریکا و کانادا | دیگر مناطق     | جهان           | آمریکا و کانادا     | آمریکا و کانادا     | جهان                | جهان                | بودجه      | منا.        |
| فیلم          | تاریخ انتشار   | آمریکا و کانادا | دیگر مناطق     | جهان           | رتبه                | بالاترین موقعیت     | رتبه                | بالاترین موقعیت     | بودجه      | منا.        |
| ------------- | -------------- | --------------- | -------------- | -------------- | ------------------- | ------------------- | ------------------- | ------------------- | ---------- | ----------- |
| یاران حلقه    | ۱۹ دسامبر ۲۰۰۱ | $۳۱۵٬۷۱۰٬۷۵۰    | $۵۸۱٬۹۷۹٬۳۲۲   | $۸۹۷٬۶۹۰٬۰۷۲   | ۷۸                  | ۹                   | ۶۴                  | ۵                   | ۹۳ میلیون  | [ ۱ ] [ ۲ ] |
| دو برج        | ۱۸ دسامبر ۲۰۰۲ | $۳۴۲٬۵۵۱٬۳۶۵    | $۶۰۴٬۹۴۳٬۷۳۰   | $۹۴۷٬۴۹۵٬۰۹۵   | ۵۷                  | ۷                   | ۵۶                  | ۴                   | ۹۴ میلیون  | [ ۳ ] [ ۴ ] |
| بازگشت پادشاه | ۱۷ دسامبر ۲۰۰۳ | $۳۷۷٬۸۴۵٬۹۰۵    | $۷۶۸٬۱۸۵٬۰۰۷   | $۱٬۱۴۶٬۰۳۰٬۹۱۲ | ۴۵                  | ۶                   | ۲۴                  | ۲                   | ۹۴ میلیون  | [ ۵ ] [ ۶ ] |
| کل            | کل             | $۱٬۰۳۶٬۱۰۸٬۰۲۰  | $۱٬۹۵۵٬۱۰۸٬۰۵۹ | $۲٬۹۹۱٬۲۱۶٬۰۷۹ |                     |                     |                     |                     | ۲۸۱ میلیون | [ نکته ۱ ]  |

1. ↑  دیگر منابع غیر از باکس آفیس موجو که به بودجه ۲۸۱ میلیون دلاری این سه‌گانه اشاره دارند: نیویورک تایمز,[۷] ایندیپندنت,[۸][۹] دیلی تلگراف,[۱۰] بیزنس اینسایدر,[۱۱] کلایدر (وبگاه),[۱۲] و ایندی‌وایر.[۱۳][۱۴]

### نظر منتقدان
| فیلم          | راتن تومیتوز                      | متاکریتیک       | سینماسکور |
| ------------- | --------------------------------- | --------------- | --------- |
| یاران حلقه    | ۹۱٪ (نمره وزنی ۸٫۲۰/۱۰) (۲۳۵ نقد) | ۹۲/۱۰۰ (۳۴ نقد) | A−        |
| دو برج        | ۹۵٪ (نمره وزنی ۸٫۵۰/۱۰) (۲۵۵ نقد) | ۸۷/۱۰۰ (۳۹ نقد) | A         |
| بازگشت پادشاه | ۹۳٪ (نمره وزنی ۸٫۷۰/۱۰) (۲۷۵ نقد) | ۹۴/۱۰۰ (۴۱ نقد) | A+        |

سه‌گانهٔ ارباب حلقه‌ها مورد تحسین گسترده منتقدان قرار گرفت و در زمره بزرگترین سه‌گانه‌های سینمایی ساخته شده قرار گرفته‌است. ایندیپندنت سه‌گانهٔ ارباب حلقه‌ها را در رتبه دوم فهرست «۱۰ سه‌گانه برتر سینمای تمام ادوار» قرار داد.